# بجماليون وغالاتيا (لوحة جيروم)
بجماليون وغالاتيا ، هي لوحة للفنان الفرنسي جان ليون جيروم، رسمها عام 1890. فكرة اللوحة مأخوذة من قصيدة التحولات للشاعر الروماني أوفيد، وتصور كيف يقبل النحات بجماليون تمثال غالاتيا بعدما أحيتها الإلهة أفروديت.